# スズカマンボ
スズカマンボ（欧字名:Suzuka Mambo、2001年4月28日 - 2015年2月20日）は、日本の競走馬、種牡馬
。
2005年の天皇賞（春）（GI）を13番人気で制した。その他の勝ち鞍に、2004年の朝日チャレンジカップ（GIII）。
近親にはダンスパートナー、ダンスインザダーク、ダンスインザムードなどがいる。

## 戦績

### 2歳
スズカマンボは2003年8月、札幌でデビューした。新馬戦は4着だったが、2戦目の未勝利戦で勝ち上がった。
3戦目の札幌2歳ステークスで重賞に初挑戦したが9着に敗れた。それでも、スズカマンボは続く萩ステークス（オープン特別）をレコードタイムで勝利し、暮れの2歳牡馬チャンピオン決定戦・朝日杯フューチュリティステークスに出走した。しかし、レースでは直線で失速し13着と大敗した。

### 3歳
2004年、スズカマンボの春初戦は年明けの京成杯だったが4着に敗れた。それでも、皐月賞トライアルの若葉ステークスで2着に入り、スズカマンボは皐月賞の優先出走権を得た。しかし、本番の皐月賞では終始後方のまま17着と大敗を喫した。
このままだと収得賞金が足りず日本ダービー出走が危うくなったスズカマンボは次走に京都新聞杯を選択。このレースで2着に入ったスズカマンボは収得賞金を増やし、ダービー出走に漕ぎ着けた。ダービー本番では単勝15番人気と低評価だったが、5着と健闘した。
休養後、スズカマンボの秋初戦は初の古馬相手となった朝日チャレンジカップ。1番人気に推されたこのレースで見事に勝利、重賞初制覇を遂げるとともに菊花賞へ向けて好スタートを切った。しかし、本番の菊花賞では後方待機から猛然と追い込んだが6着に敗れた。
菊花賞後、スズカマンボは鳴尾記念に出走。1番人気に推されたが2着に終わり、この年を終えている。

### 4 - 5歳
2005年、4歳になり古馬になったスズカマンボの初戦は天皇賞（春）の最終ステップレース・大阪-ハンブルクカップ（オープン特別）だったが、ビッグゴールドに逃げ切りを許し、3着に敗れた。
この敗戦で本番の天皇賞（春）ではスズカマンボは13番人気と低評価だった。だが、レースでは道中中団待機から直線で鋭く伸び、先頭で懸命に粘っていたビッグゴールドを豪快に差し切って優勝、GIを初制覇した。
GI馬になったスズカマンボだったが、秋になると一転して不調に陥り、天皇賞（秋）13着、ジャパンカップ9着、有馬記念10着と掲示板すら載れずに終わった。
2006年、5歳になったスズカマンボは天皇賞（春）連覇を目指して、初戦の大阪杯に出走。このレースで3着に入り、復活の狼煙をあげたかに見えたが、レース後に左後繋靭帯不全断裂を発症。競走能力喪失と診断されたため、引退した。

## 競走成績
以下の内容は、netkeiba.comおよびJBISサーチに基づく。
| 競走日     | 競馬場 | 競走名           | 格   | 距離（馬場）  | 頭 数 | 枠 番 | 馬 番 | オッズ （人気） | 着順 | タイム （上り3F） | 着差 | 騎手      | 斤量 [kg] | 1着馬（2着馬）         | 馬体重 [kg] |
| ---------- | ------ | ---------------- | ---- | ------------- | ----- | ----- | ----- | --------------- | ---- | ----------------- | ---- | --------- | --------- | ---------------------- | ----------- |
| 2003.08.17 | 札幌   | 2歳新馬          |      | 芝1800m（良） | 8     | 6     | 6     | 004.90（4人）   | 04着 | R1:54.6（35.3）   | -0.6 | 0武豊     | 54        | アラビアンナイト       | 486         |
| 0000.08.31 | 札幌   | 2歳未勝利        |      | 芝1800m（良） | 14    | 7     | 11    | 002.90（2人）   | 01着 | R1:52.2（35.5）   | -0.4 | 0蛯名正義 | 54        | （スマートストリーム） | 482         |
| 0000.10.02 | 札幌   | 札幌2歳S         | GIII | 芝1800m（稍） | 14    | 3     | 3     | 010.80（4人）   | 09着 | R1:55.1（35.5）   | -1.0 | 0蛯名正義 | 55        | モエレエスポワール     | 482         |
| 0000.11.01 | 京都   | 萩S              | OP   | 芝1800m（良） | 10    | 2     | 2     | 016.40（3人）   | 01着 | R1:46.7（35.3）   | -0.1 | 0上村洋行 | 55        | （マイネルベナード）   | 490         |
| 0000.12.14 | 中山   | 朝日杯FS         | GI   | 芝1600m（良） | 16    | 8     | 16    | 017.70（7人）   | 13着 | R1:35.7（37.3）   | -2.0 | 0上村洋行 | 55        | コスモサンビーム       | 488         |
| 2004.01.18 | 中山   | 京成杯           | GIII | 芝2000m（良） | 10    | 7     | 7     | 007.10（4人）   | 04着 | R2:00.1（36.8）   | -0.9 | 0蛯名正義 | 56        | フォーカルポイント     | 486         |
| 0000.03.20 | 阪神   | 若葉S            | OP   | 芝2000m（良） | 14    | 8     | 13    | 008.70（3人）   | 02着 | R2:00.2（34.4）   | -0.0 | 0福永祐一 | 56        | ハーツクライ           | 478         |
| 0000.04.18 | 中山   | 皐月賞           | GI   | 芝2000m（良） | 18    | 8     | 17    | 080.8（15人）   | 17着 | R2:00.1（34.0）   | -1.5 | 0蛯名正義 | 57        | ダイワメジャー         | 474         |
| 0000.05.08 | 京都   | 京都新聞杯       | GII  | 芝2200m（良） | 11    | 5     | 5     | 008.70（3人）   | 02着 | R2:12.0（33.7）   | -0.1 | 0武豊     | 56        | ハーツクライ           | 476         |
| 0000.05.30 | 東京   | 東京優駿         | GI   | 芝2400m（良） | 18    | 7     | 13    | 082.5（15人）   | 05着 | R2:24.0（35.1）   | -0.7 | 0武幸四郎 | 57        | キングカメハメハ       | 478         |
| 0000.09.11 | 阪神   | 朝日チャレンジC  | GIII | 芝2000m（良） | 11    | 8     | 11    | 002.60（1人）   | 01着 | R2:01.6（33.7）   | -0.0 | 0武豊     | 53        | （ヴィータローザ）     | 476         |
| 0000.10.24 | 京都   | 菊花賞           | GI   | 芝3000m（良） | 18    | 2     | 4     | 009.70（5人）   | 06着 | R3:06.1（35.4）   | -0.4 | 0安藤勝己 | 57        | デルタブルース         | 486         |
| 0000.12.12 | 阪神   | 鳴尾記念         | GIII | 芝2000m（良） | 15    | 5     | 9     | 001.90（1人）   | 02着 | R2:00.9（34.5）   | -0.2 | 0安藤勝己 | 56        | サクラセンチュリー     | 486         |
| 2005.04.09 | 阪神   | 大阪-ハンブルクC | OP   | 芝2500m（良） | 12    | 6     | 8     | 004.80（3人）   | 03着 | R2:32.7（34.4）   | -0.2 | 0上村洋行 | 57        | ビッグゴールド         | 482         |
| 0000.05.01 | 京都   | 天皇賞（春）     | GI   | 芝3200m（良） | 18    | 5     | 10    | 035.1（13人）   | 01着 | R3:16.5（34.1）   | -0.2 | 0安藤勝己 | 58        | （ビッグゴールド）     | 484         |
| 0000.10.30 | 東京   | 天皇賞（秋）     | GI   | 芝2000m（良） | 18    | 1     | 2     | 029.70（8人）   | 13着 | R2:00.8（32.9）   | -0.7 | 0安藤勝己 | 58        | ヘヴンリーロマンス     | 480         |
| 0000.11.27 | 東京   | ジャパンC        | GI   | 芝2400m（良） | 18    | 8     | 17    | 026.3（10人）   | 09着 | R2:22.9（34.9）   | -0.8 | 0安藤勝己 | 57        | アルカセット           | 488         |
| 0000.12.25 | 中山   | 有馬記念         | GI   | 芝2500m（良） | 16    | 3     | 5     | 052.60（7人）   | 10着 | R2:32.9（34.9）   | -1.0 | 0安藤勝己 | 57        | ハーツクライ           | 498         |
| 2006.04.02 | 阪神   | 産経大阪杯       | GII  | 芝2000m（重） | 12    | 8     | 12    | 012.70（5人）   | 03着 | R2:04.8（37.8）   | -0.3 | 0安藤勝己 | 59        | カンパニー             | 490         |

## 種牡馬時代
引退後は、新ひだか町のアロースタッドで種牡馬として繋養され、2008年に初年度産駒が誕生した。2010年に産駒がデビューし、地方競馬ではホクトが6月1日門別競馬第7競走ルーキーチャレンジで、産駒初勝利を挙げた。中央競馬ではマルタカシクレノンが6月19日福島競馬第5競走2歳新馬で、産駒の初勝利をあげている。2013年にはメイショウマンボがフィリーズレビューを勝ち産駒のJRA重賞初制覇を飾ると、同馬が優駿牝馬（オークス）も制し、産駒のGI級競走初勝利となった。
種付け数は初年度に96頭を集めたが、2011年には34頭に減少した。産駒が活躍するようになると種付け申し込みが急増したが、体調悪化のため種付け数を制限せざるを得ず、交配数は2013年に56頭、2014年に80頭と最後まで伸びなかった。2015年2月20日、心不全により死亡。14歳。
種牡馬としては交配数が制限されていたうえ早世したため、年間交配数が100頭を超える人気種牡馬に比べると産駒数は少なかったが、距離や芝ダートをあまり問わず、幅広い活躍を見せた。2020年現在、産駒がJRAの芝、ダート、障害の3カテゴリーのG1を制したのは、本馬の他にはティンバーカントリーのみである（2018年にJBC3競走が京都競馬場で開催された際の記録を含める場合はディープインパクトも該当する）。

### グレード制重賞優勝馬
強調表示はGI/JpnI/JGI競走。*は地方競馬の主催者別重賞
- 2009年産
  - サンビスタ（チャンピオンズカップ、JBCレディスクラシック、レディスプレリュード、ブリーダーズゴールドカップ、TCK女王盃、マリーンカップ）[7]
  - ユーロビート（マーキュリーカップ、東京記念2回*、金盃*）[8]
- 2010年産
  - メイショウマンボ（優駿牝馬、秋華賞、エリザベス女王杯、フィリーズレビュー）[9]
- 2013年産
  - メイショウダッサイ（中山大障害、東京ハイジャンプ、小倉サマージャンプ、阪神スプリングジャンプ、中山グランドジャンプ）[10]

### 地方重賞優勝馬
- 2008年産
  - マンボビーン（のじぎく賞、園田クイーンセレクション、ル・プランタン賞、兵庫サマークイーン賞。GRANDAME-JAPAN2011 3歳シーズン優勝）[11]
- 2009年産
  - イッシンドウタイ（サンライズカップ）[12]
  - スズカウインダー（園田クイーンセレクション、クイーンカップ、MRO金賞）[13]
- 2010年産
  - ピッチシフター（ライデンリーダー記念、園田クイーンセレクション、MRO金賞、秋桜賞連覇、東海桜花賞、名港盃）[14]
  - サンバビーン（ノースクイーンカップ、ビューチフルドリーマーカップ）[15]
- 2011年産
  - スタンドアウト（王冠賞）[16]
- 2012年産
  - グッドギアー（あやめ賞、ヴィーナススプリント）[17]
- 2013年産
  - モズキンボシ（梅桜賞）[18]
- 2015年産
  - ヴァリヤンツリ（黒潮ジュニアチャンピオンシップ、黒潮皐月賞）[19]

## エピソード
- 馬主・永井啓弐と調教師・橋田満のタッグで挑んだ天皇賞といえば、サイレンススズカが出走した1998年の天皇賞・秋が知られている。しかし、このレースでサイレンススズカは骨折のため競走中止、予後不良となってしまった。この事もあり、スズカマンボが天皇賞・春を制した際に橋田は「あのことがあるから、同じ馬主さんの馬で天皇賞を勝てたのが凄くうれしい」と語っている。また、永井も、「サイレンスの時はどうしても勝たなければ…とプレッシャーがあった。（中略）ダービーが終わった後、一番獲りたかったのが天皇賞。だから本当にうれしい」と喜びをあらわにした[20]。

## 血統表
| スズカマンボの血統                                | スズカマンボの血統                                      | スズカマンボの血統                                      | （血統表の出典）                                        | （血統表の出典） |
| 父系                                              | サンデーサイレンス系                                    | サンデーサイレンス系                                    | サンデーサイレンス系                                    | [ § 2 ]          |
| 父 *サンデーサイレンス Sunday Silence 1986 青鹿毛 | 父の父Halo 1969 黒鹿毛                                  | Hail to Reason                                          | Turn-to                                                 | Turn-to          |
| 父 *サンデーサイレンス Sunday Silence 1986 青鹿毛 | 父の父Halo 1969 黒鹿毛                                  | Hail to Reason                                          | Nothirdchance                                           |                  |
| 父 *サンデーサイレンス Sunday Silence 1986 青鹿毛 | 父の父Halo 1969 黒鹿毛                                  | Cosmah                                                  | Cosmic Bomb                                             | Cosmic Bomb      |
| 父 *サンデーサイレンス Sunday Silence 1986 青鹿毛 | 父の父Halo 1969 黒鹿毛                                  | Cosmah                                                  | Almahmoud                                               |                  |
| 父 *サンデーサイレンス Sunday Silence 1986 青鹿毛 | 父の母Wishing Well 1975 鹿毛                            | Understanding                                           | Promised Land                                           | Promised Land    |
| 父 *サンデーサイレンス Sunday Silence 1986 青鹿毛 | 父の母Wishing Well 1975 鹿毛                            | Understanding                                           | Pretty Ways                                             |                  |
| 父 *サンデーサイレンス Sunday Silence 1986 青鹿毛 | 父の母Wishing Well 1975 鹿毛                            | Mountain Flower                                         | Montparnasse                                            | Montparnasse     |
| 父 *サンデーサイレンス Sunday Silence 1986 青鹿毛 | 父の母Wishing Well 1975 鹿毛                            | Mountain Flower                                         | Edelweiss                                               |                  |
| 母 スプリングマンボ 1995 鹿毛                     | 母の父Kingmambo 1990 鹿毛                               | Mr. Prospector                                          | Raise a Native                                          | Raise a Native   |
| 母 スプリングマンボ 1995 鹿毛                     | 母の父Kingmambo 1990 鹿毛                               | Mr. Prospector                                          | Gold Digger                                             |                  |
| 母 スプリングマンボ 1995 鹿毛                     | 母の父Kingmambo 1990 鹿毛                               | Miesque                                                 | Nureyev                                                 | Nureyev          |
| 母 スプリングマンボ 1995 鹿毛                     | 母の父Kingmambo 1990 鹿毛                               | Miesque                                                 | Psadoble                                                |                  |
| 母 スプリングマンボ 1995 鹿毛                     | 母の母*キーフライヤー Key Flyer 1986 鹿毛               | Nijinsky II                                             | Northern Dancer                                         | Northern Dancer  |
| 母 スプリングマンボ 1995 鹿毛                     | 母の母*キーフライヤー Key Flyer 1986 鹿毛               | Nijinsky II                                             | Flaming Page                                            |                  |
| 母 スプリングマンボ 1995 鹿毛                     | 母の母*キーフライヤー Key Flyer 1986 鹿毛               | Key Partner                                             | Key to the Mint                                         | Key to the Mint  |
| 母 スプリングマンボ 1995 鹿毛                     | 母の母*キーフライヤー Key Flyer 1986 鹿毛               | Key Partner                                             | Native Partner                                          |                  |
| 母系(F-No.)                                       | (FN:7)                                                  | (FN:7)                                                  | (FN:7)                                                  | [ § 3 ]          |
| 5代内の近親交配                                   | Raise a Native 4･5（母内）、Northern Dancer 5･4（母内） | Raise a Native 4･5（母内）、Northern Dancer 5･4（母内） | Raise a Native 4･5（母内）、Northern Dancer 5･4（母内） | [ § 4 ]          |
| 出典                                              | 1. 2. 3. 4.                                             | 1. 2. 3. 4.                                             | 1. 2. 3. 4.                                             | 1. 2. 3. 4.      |

- 母の母キーフライヤーはダンシングキイの全妹である。
- 半妹のスプリングサンダー（2007年生、父クロフネ）は2011年の阪神牝馬ステークスで3着、2012年の阪急杯とCBC賞で2着の実績を挙げている。
- 半弟アイアムレジェンド（2016年生、父ハーツクライ）は、イヌワシ賞の勝ち馬。